# Andronikos Palaiologos (despoot)

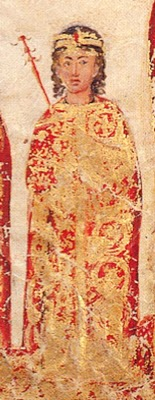
Prins Andronikos Palaiologos, gouverneur van Thessaloniki

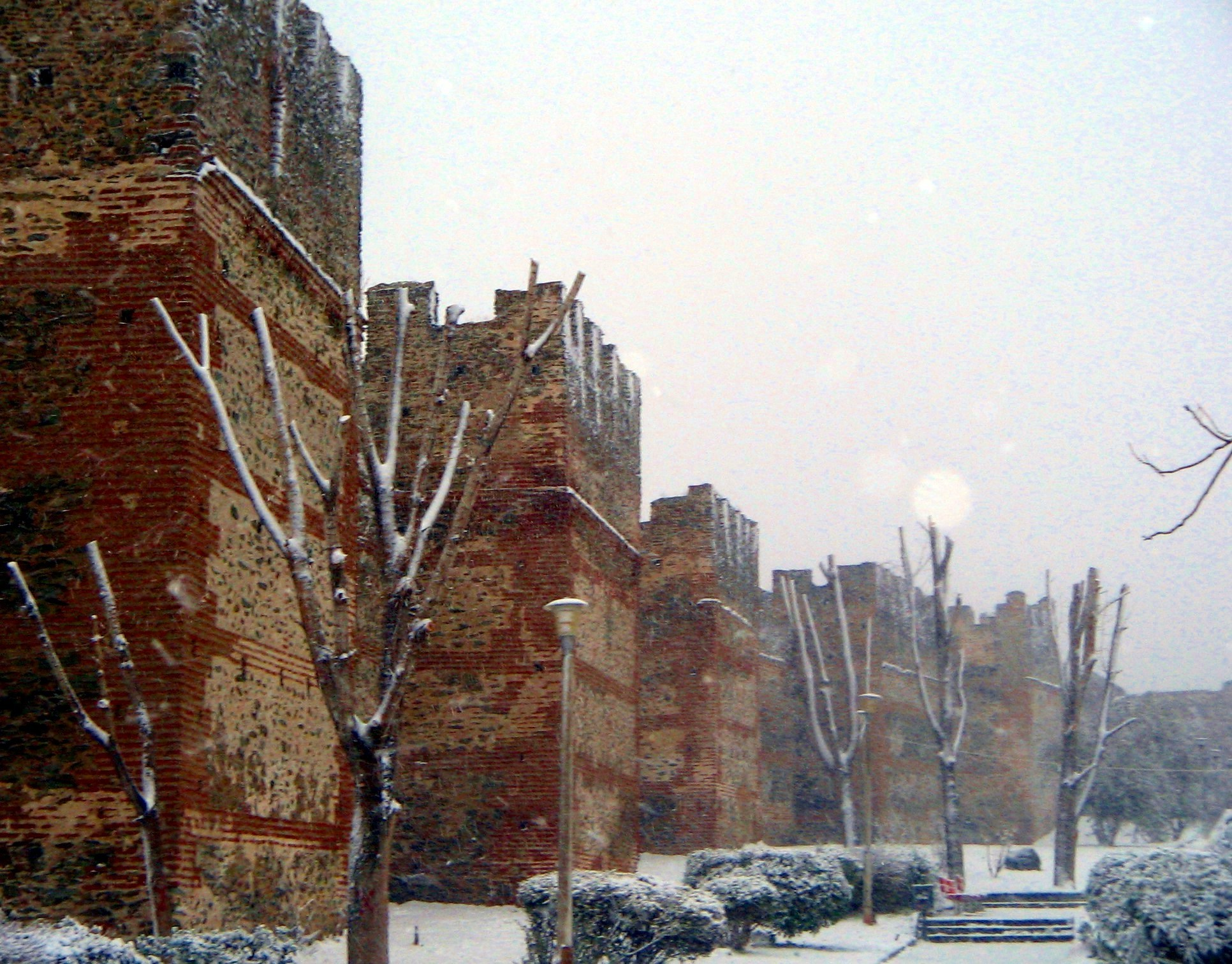
Stadsmuren van Thessaloniki, Noord-Griekenland

Andronikos Palaiologos (Middelgrieks: Ἀνδρόνικος Παλαιολόγος) (Monemvasia, circa 1400 – Constantinopel, 4 maart 1429) was een Byzantijnse prins en de laatste Byzantijnse gouverneur (1408-1423) van Thessaloniki, de op een na grootste stad van het Byzantijnse Rijk. Thessaloniki werd daarna namelijk deel van de republiek Venetië.
De Byzantijnse titel voor gouverneur was despotès in het Grieks, of despoot. 
Hij sleet het einde van zijn leven als monnik Akakios.

## Levensloop
Andronikos Palaiologos was de derde zoon van keizer Manuel II Palaiologos, keizer van het Byzantijnse Rijk tot 1425, en Helena Dragaš. Hij behoorde dus tot de heersende dynastie der Palaiologoi. In de Historia Byzantina beschreef Michaelis Ducae Nepotis hem als een ziekelijk kind.
In 1408, Andronikos was acht jaar, benoemde de keizer hem tot gouverneur van Thessaloniki. Dit gebeurde na de dood van zijn neef Johannes, ex-keizer en despoot van Thessaloniki (1408). In 1421 werd Andronikos’ oudste broer Johannes VIII medekeizer voor hun vader Manuel II. Dit leidde ertoe dat de Ottomanen de druk opvoerden op wat nog restte van het eens machtige Byzantijnse Rijk. Het ging grosso modo nog om Constantinopel, Thessaloniki en het despotaat Morea. De Ottomanen verklaarden de oorlog aan Thessaloniki en Constantinopel en startten de belegering van beide stadstaten (1422). Despoot Andronikos stuurde gezanten naar Francesco Foscari, doge van Venetië, met de vraag om de stad te kopen en te verdedigen. Aldus zou een bloedbad kunnen vermeden worden. De Venetianen vonden de vraag eerst raar maar kochten toch de stad (zomer 1423). Dit alles deed despoot Andronikos met goedkeuring van keizer Manuel II. Andronikos trad af als despoot (september 1423) en hiermee hield het Byzantijnse bestuur over Thessaloniki op. De bevolking van Thessaloniki betoonde weinig interesse in de verkoop door hun despoot doch had geen keuze. De stad bleef belegerd en Venetiaanse troepen glipten naar binnen om de belegerde stad te helpen. Voor de Venetianen was het verwerven van de stadstaat Thessaloniki een belangrijke uitbreiding van hun handelsimperium; zij droomden al van een tweede Venetië in Thessaloniki. De stad sloot voor de Venetianen goed aan met hun kolonies in Euboea of Negroponte genoemd en Kreta of Candia genoemd.
De afgetreden despoot Andronikos Palaiologos keerde (circa 1424) terug naar Constantinopel. Daar trad hij in in het Pantokratorklooster en leefde met de kloosternaam Akakios. Volgens kroniekschrijvers was hij een lepralijder en stierf later aan de gevolgen van een jarenlang slepende lepra.

## Venetianen
De belegering van Thessaloniki door de Ottomanen is het belangrijkste wapenfeit van de Eerste Ottomaans-Venetiaanse oorlog (1423-1430). De kost van de oorlog hadden de Venetianen onderschat. In 1430 leverden de Venetianen het uitgeputte Thessaloniki over aan sultan Murat II.

## Nakomelingen
Op het eiland Syros, een van de Cycladen, leefde tot in de 16e eeuw een familie Palaiologos. Zij beweerden af te stammen van een van de twee zonen van Andronikos Palaiologos, despoot van Thessaloniki.